# Francisco Lázaro
Francisco Lázaro (21 janvier 1891 - 15 juillet 1912) est un marathonien portugais et le porte-étendard lors de la première participation du Portugal aux Jeux olympiques lors des jeux de 1912 à Stockholm, en Suède. Il meurt lors du marathon de ces  jeux olympiques, premier décès officiel d'un sportif lors de Jeux olympiques.

## Biographie
Comme tous les athlètes olympiques de son temps, il était un sportif amateur, et travaillait comme charpentier dans une usine automobile à Lisbonne. Avant les Jeux olympiques, il avait remporté trois championnats nationaux de marathon au Portugal, où il représentait le S.L. Benfica.
Il a été le premier athlète à mourir lors d'une épreuve olympique moderne, après s'être effondré à la marque des 30 kilomètres (19 milles) du marathon avec une température corporelle de 41 °C. La cause du décès a d'abord été considérée comme une déshydratation sévère en raison de la température élevée enregistrée au moment de la course. Plus tard, on a découvert qu'il avait recouvert de grandes parties de son corps de suif pour prévenir les coups de soleil et pour aider à la vitesse et la légèreté pendant la course ; mais finalement la cire a limité la transpiration naturelle de l'athlète, menant à un déséquilibre électrolytique mortel de fluide corporel. Avant la course, il avait soi-disant dit : « Soit je gagne, soit je meurs. » 
Le week-end suivant, 23 000 personnes ont assisté à un service commémoratif organisé en Suède.
La somme d'environ 3 800 $ a été recueillie pour sa femme, et plus tard un monument de Lazaro a été placé au tournant du trajet du marathon à Sollentuna, à Stockholm. Son nom a été donné à une rue de Lisbonne et au stade du club de football CF Benfica. Le roman Le Cimetière de piano, du romancier portugais José Lus Peixoto, est basé sur l'histoire de Francisco Lazaro.